# Cloud Lake
Cloud Lake ist eine Stadt im Palm Beach County im US-Bundesstaat Florida. Das U.S. Census Bureau hat bei der Volkszählung 2020 eine Einwohnerzahl von 134 ermittelt.

## Geographie
Die Stadt grenzt direkt westlich an West Palm Beach in unmittelbarer Nähe zum Flughafen Palm Beach. Cloud Lake wird im Norden vom Southern Blvd tangiert, auf dem der U.S. Highway 98 sowie die Florida State Roads 80 und 700 entlangführen. In direkter Nähe hat man auch Anschluss an die Interstate 95.

## Demographische Daten
Laut der Volkszählung 2010 verteilten sich die damaligen 135 Einwohner auf 65 Haushalte. Die Bevölkerungsdichte lag bei 675,0 Einw./km². 94,1 % der Bevölkerung bezeichneten sich als Weiße und 5,9 % als Afroamerikaner. 23,0 % der Bevölkerung bestand aus Hispanics oder Latinos.
Im Jahr 2010 lebten in 16,9 % aller Haushalte Kinder unter 18 Jahren sowie 30,5 % aller Haushalte Personen mit mindestens 65 Jahren. 52,5 % der Haushalte waren Familienhaushalte (bestehend aus verheirateten Paaren mit oder ohne Nachkommen bzw. einem Elternteil mit Nachkomme). Die durchschnittliche Größe eines Haushalts lag bei 2,29 Personen und die durchschnittliche Familiengröße bei 2,81 Personen.
14,0 % der Bevölkerung waren jünger als 20 Jahre, 23,7 % waren 20 bis 39 Jahre alt, 37,8 % waren 40 bis 59 Jahre alt und 24,5 % waren mindestens 60 Jahre alt. Das mittlere Alter betrug 46 Jahre. 48,1 % der Bevölkerung waren männlich und 51,9 % weiblich.
Das durchschnittliche Jahreseinkommen lag bei 46.250 $, dabei lebten 20,0 % der Bevölkerung unter der Armutsgrenze.
Im Jahr 2000 war Englisch die Muttersprache von 100 % der Bevölkerung.